# ماريانو مينه
ماريانو مينه (3 مارس 1979 بإسمرالداس في الإكوادور - ) هو لاعب كرة قدم إكوادوري في مركز الدفاع. شارك مع منتخب الإكوادور لكرة القدم. أما مع النوادي، فقد لعب مع برشلونة جواياكويل وسوسيداد ديبورتيفو كيتو ونادي إيميلك وديبورتيفو كوينكا ونادي ماكارا.

## وصلات خارجية
- ماريانو مينه على موقع قاعدة بيانات كرة القدم.إي يو (الإنجليزية)
- ماريانو مينه على موقع Soccerway.com (الإنجليزية)